# 사와다 켄지
사와다 켄지(沢田 研二, 1948년 6월 25일 - )는 일본의 가수, 배우, 작곡가이다. 별칭은 쥬리. 부인은 배우인 타나카 유우코. 1960년대 후반 일본의 그룹사운드 전성기부터 1980년대에 걸쳐 크게 활약했다. 1970년대 후반에는 글렘락을, 1980년대 초반에는 뉴에이지팝 스타일로 일본에 센세이션을 불러왔던 가수다.